# Eddy Tussa
Conceição Bartolomeu António (Luanda, 29 de Março de 1977), mais conhecido pelo nome artístico de Eddy Tussa, é um cantor Membro integrante dos Warrant-B desde 1993, gravando a primeira obra do grupo intitulado “batalha”.

## Biografia
Conceição Bartolomeu António mais conhecido por Edgar nasceu em Luanda, aos 29 de Março de 1977. 
Nascido no município do cazenga na sina 18 rua do comércio, filho de pais Malanjinos, cujos nomes são: Bartolomeu António e Suzana Manuel Paixão. Segundo Eddy Tussa, se não fosse músico o seu sonho era ser presidente do país.  Viveu no cazenga até aos seus 14 anos, mudando-se para Avenida Brasil em Luanda e posteriormente para o bairro Cassenda, onde viveu a sua juventude até emigrar para Lisboa. 
Frequentou o ensino básico na escola grande do cazenga, ensino médio no Puniv.

## Carreira
Eddy Tussa é um dos maiores artistas atuais da música tradicional urbana de Angola Semba (ritmo vulgarmente apelidado de kizomba), porém, Eddy Tussa surgiu no mercado musical como membro do grupo de rap Warrent B, mas tem no semba a sua essência musical, Formou duas empresas nos Ramos de entretenimento, construção, hotelaria e turismo, transportes e etc. sendo uma delas a LS HUMOR FACTORY com (Pedro Nzagi Pedro_N%27zagi) e a outra KASSEMBELE TUSSA Ltd.
Em 2010 lança o primeiro disco a solo no estilo SEMBA AFRO com o título IZENU MU TALE
Em 2012 lança o disco GRANDES MUNDOS 
Depois 
em 2017 lança o disco KASSEMBELE.
Eddy Tussa é conhecido pelas composições Muimbo uami, Retrato, Diala dyame, Mama koleno, Homenagem e Kassembele, "Amor Mwangole", "Vou ficar fininho" e "Nzenze" entre outros, é um dos músicos mais marcante da música angolana nos últimos 20 anos. 
Membro da produtura KARIOKA ENTRETENIMENTO, 
Foi membro da Ls PRODUÇÕES  chegando a formar uma empresa com (Pedro Nzagi Pedro_N%27zagi) no ramo do humor, LS HUMOR FACTORY.
Agenciado por Paula Summer o músico tem realizado inúmeros shows pelas 18 províncias de Angola, e tem também atuado nos palcos internacionais como Portugal, Belgica, França, Holanda, Alemanha e Estados Unidos. Tem sido o embaixador itinerante da marca "I Love Semba" que está a arrastar multidões nas pistas e palcos de dança da europa
Em 2018 em entrevista concedida ao programa Viva a Noite da rádio Luanda, o músico angolano Eddy Tussa, deu a conhecer aos fãs 

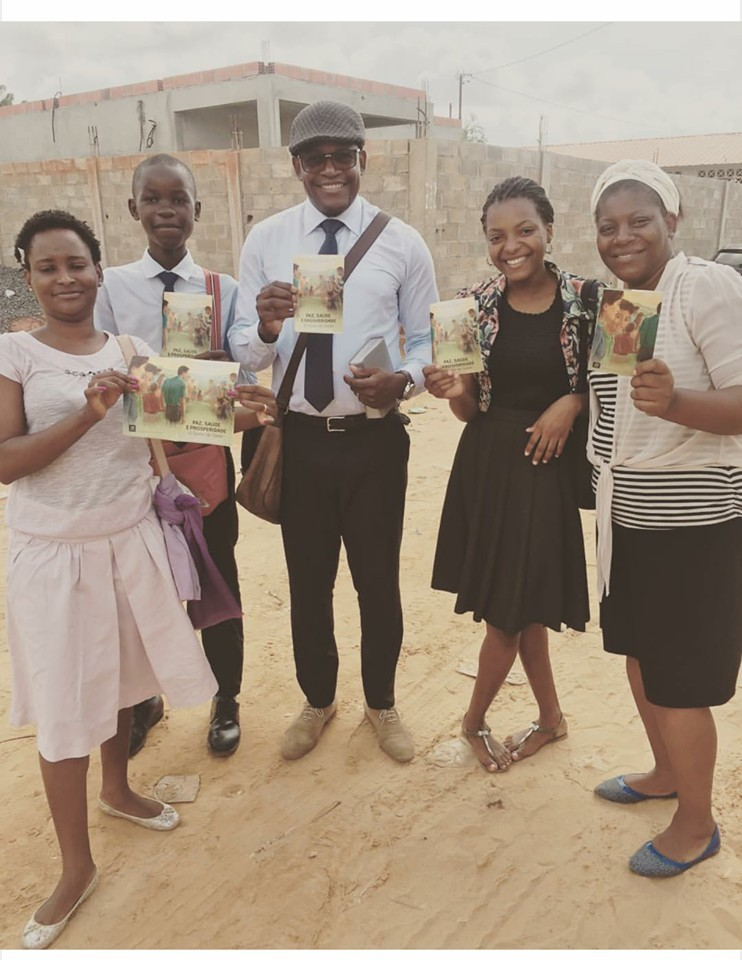
Boas novas do músico 2018

e angolanos em geral, que já não levará a música como profissão e se dedicará a família e Deus.
Depois de muito tempo fora dos palcos, o conceituado cantor angolano que começou a sua carreira no Rap e agora no semba, no mês de Outubro, no “Palco do Semba” , marcando assim o seu regresso ao mundo da música.
, Eddy Tussa segue em frente com a sua carreira estável e consolidada.

## Vida pessoal

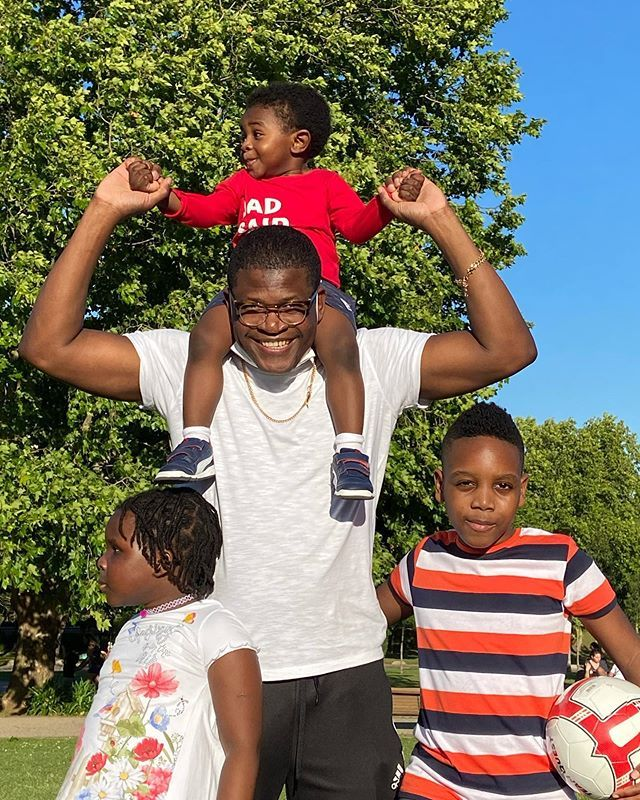
Momento com os filhos 26 de jun de 2020

O cantor é casado com Ana Epifánia Francisco António com quem tem quatro(4) filhos: Nuria, Lucas, Alika, Stewart.

## Principais prémios e indicações

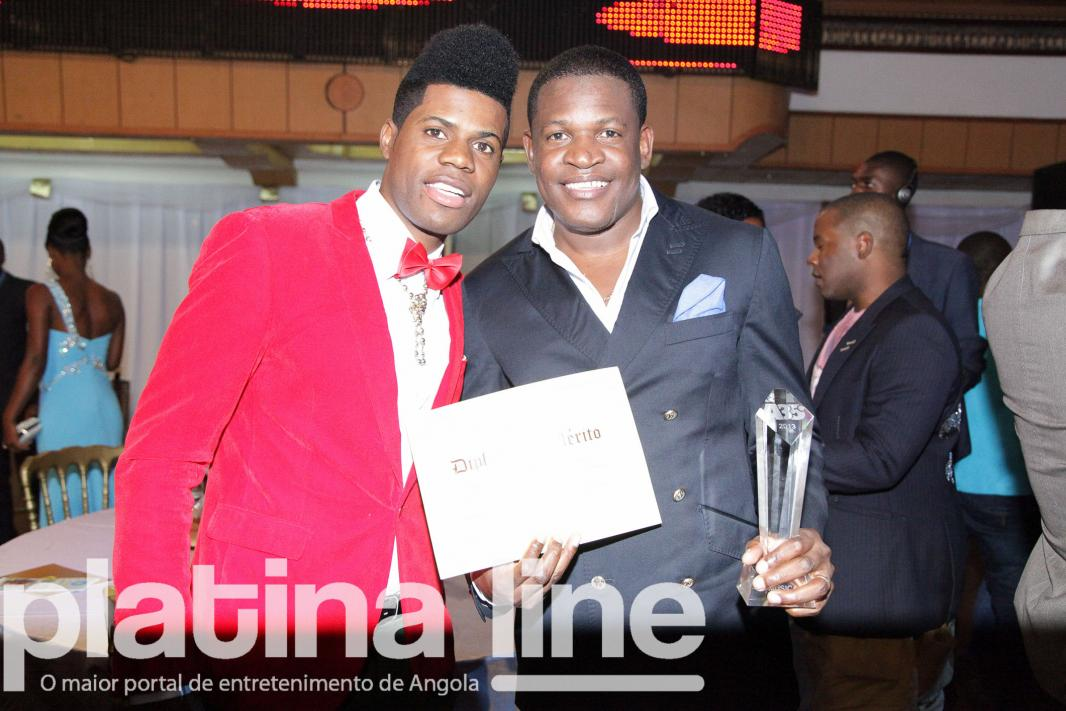
Angola Music awards 2016

| Ano  | Resultado | Premiação                     | Indicação                                                             |
| ---- | --------- | ----------------------------- | --------------------------------------------------------------------- |
| 2013 | Venceu    | Prémios Angola 35Graus        | Semba do ano / Por: [[“Angola 35 Graus Semba do ano Angola 35 graus]] |
| 2014 | Venceu    | Prémios Top rádio Luanda      | Semba do ano / Por: [[Top rádio Luanda]]                              |
| 2014 | Venceu    | Prémios top dos mais queridos | 2 lugar no top dos mais queridos / Por: [[top dos mais queridos ]]    |
| 2016 | Venceu    | Prémios Top dos Mais Queridos | 3 lugar no Top dos Mais Queridos / Por: [[Top dos Mais Queridos]]     |
| 2016 | Venceu    | Prémios Angola Music awards   | Semba do ano / Por: [[Angola Music award]]                            |